# Baetiella marginata
Baetiella marginata is een haft uit de familie Baetidae. De wetenschappelijke naam van de soort is voor het eerst geldig gepubliceerd in 1983 door Braasch.
De soort komt voor in het Oriëntaals gebied.